# Војногеографски институт
Војногеографски институт (ВГИ) је установа Војске Србије, која се бави истраживачко-развојним и производним радом у областима геодезије, фотограметрије, картографије, географских информационих система, картографске репродукције, метрологије и других геодисциплина ради израде геотопографских материјала.
Делује у саставу Управе за обавештајно-извиђачке послове (Ј-2) ГШ ВС.
Резултате своје делатности ВГИ презентира у виду различитих врста штампаних и дигиталних карата, планова, фотодокумената, астрономско-геодетских, геофизичких, алфанумеричких, статистичких и других података, научно-техничких публикација и докумената. Значајни корисници услуга, података и публикација Војногеографског института су и цивилне институције.
Војногеографски институт поседује опрему за класичан и ГПС премер, геофизички и геомагнетски премер, аерофотограметријско снимање, фотограметријску реституцију, картографску обраду, израду географских информационих система, израду дигиталних карата и картографску репродукцију.
Зграда Војногеографског института у Београду установљена је као споменик културе.

## Hазиви
Петог фебруара 1876. на основу расписа књаза српског Милана М. Обреновића IV, формирано је Друго одељење Главног Ђенералштаба Српске војске, као претеча ВГИ.
- 1878. Друго одељење је постало Географско одељење
- 1912. преименовано у Топографско одељење
- 1920. преименовано у Географски институт
- 1923. преименовано у Војни Географски институт

1941. ВГИ је прекинуо са радом због почетка Другог светског рата.
1944. Обновљен је рад ВГИ у току Другог светског рата.
- 1945. добија назив Географски институт Југословенске армије.
- 1961. добија назив Војногеографски институт[1]

## Hачелник Војногеографског института
- Јован Д. Прапорчетовић 1878-1882.
- Радован О. Милетић 1882-1889.
- Светолик С. Протић 1889-1896.
- Светозар Л. Станковић 1896.
- Миливој Ј. Николајевић 1896.
- Боривоје Т. Нешић 1896-1898.
- Јосиф Ђ. Симоновић 1898-1900.
- Стеван П. Бошковић 1900-1937.
- Милорад Ј. Терзић 1937-1939.
- Јосиф З. Ђорђевић 1939-1945.
- Карел Ф. Марчич 1945-1952.
- Војислав Ј. Ристић 1952-1960.
- Драгослав С. Петровић 1960-1979.
- Мирослав А. Петерца 1979-1987.
- Властимир Р. Јелић 1987-1992.
- Здравко В. Ивановић 1992-1996
- Михаило Т. Вуковић 1996-1997.
- Драган М. Марковић 1997-2006.
- Мирко Борисов 2006-2011.[2]
- Стеван Радојчић од 2011-2016.[3]
- Зоран Срдић од 2016-2020.
- Радоје Банковић од 2020-2021.
- Дејан Ђорђевић од 2021. године